# Hassan Aboud
Hassan Abboud (en árabe: حَسان عَبود‎, romanizado: Ḥassān Abbūd), (Hama, 1978 - Ram Hamdan, 9 de septiembre de 2014) también conocido por su nombre de guerra Abu Abdullah al-Hamawi, fue uno de los fundadores del movimiento Ahrar al-Sham del que fue líder hasta su muerte en septiembre de 2014. El periódico alemán Frankfurter Allgemeine Zeitung le describe como "uno de los más importantes cabecillas de la oposición del gobierno de Damasco".

## Biografía
Nacido en 1978 en Hama y se graduó en la Universidad de Aleppo en Literatura inglesa. Fue encarcela en la Prisión de Sednaya entre 2007 y 2011 hasta que fue liberado como parte de una amnistía tras el comienzo de los levantamientos en Siria. Fue el jefe del consejo político en la unión rebelde Frente Islámico. 
En diciembre de 2013, concedió una entrevista Sami Zeidan de la cadena Al Jazeera, en el que habló sobre los objetivos de su organización y el futuro de Siria. Afirmó que el objetivo final de su grupo era establecer un estado islámico en Siria, que representaba la aspiración reprimida durante mucho tiempo del pueblo sirio. Con respecto a las conversaciones de paz de Ginebra, afirmó que no representaba a su grupo, que no había participado en ellas, y que las veían como un complot para desviar a la Revolución Siria de sus objetivos..

## Muerte
El 9 de septiembre de 2014 fue asesinado junto a otros 45 rebeldes en un bombardeo que tenía en un encuentro secreto en Ram Hamdan, en la zona de Idlib. Hay una cierta polémica sobre la naturaleza y los atacantes. Sobre la base de la autopsia de los cadáveres, se sugiere un sofisticado ataque con gas. Mientras que algunas testigos hablan de un terrorista suicida. El Estado Islámico (ISIL) ha sido acusado de ser el responsable del ataque; sin embargo, mientras que círculos sugieren la participación de los Emiratos Árabes Unidos. Otros hipótesis apuntan a un accidente en un taller de armas en el complejo en el que se encontraba, a una posible participación de agencias de inteligencia occidentales, a un ataque llevado a cabo por un rival rebelde de Ahrar al-Sham, o por al-Nusra para debilitar a Ahrar al-Sham.